# 凯萨·贝里斯特伦
凯萨·贝里斯特伦（瑞典語：Kajsa Bergström，1981年1月3日—），瑞典女子冰壶运动员。她曾代表瑞典获得2010年冬季奥运会女子冰壶比赛金牌。她也在2009年世界女子冰壶锦标赛上获得亚军。